# Тороторока
Тороторока (Otus madagascariensis) — вид совоподібних птахів родини совових (Strigidae). Ендемік Мадагаскару. Раніше вважався конспецифічним з мадагаскарською сплюшкою, однак був визнаний окремим видом.

## Опис
Довжина птаха становить 20-22 см, вага 85-115 г, самиці є на 15 г важчими за самців. У представників сірої морфи верхня частина тіла коричнювато-сіра, на плечах помітна біла смуга, нижня частина тіла світло-сіра, пера на ній мають помітні білі стрижні. Представники коричневої морфи мають переважно буре забарвлення. Представники рідкісної рудої морфи мають рівномірно рудувато-коричневе забарвлення, поцятковане темними смугами. На голові короткі пір'яні "вуха", очі жовті, дзьоб чорнуватий, лапи оперені.

## Поширення і екологія
Торотороки живуть в сухих тропічних лісах, рідколіссях, чагарникових заростях і в садах на заході і в центрі острова Мадагаскар. Зустрічаються на висоті до 2000 м над рівнем моря. Живляться комахами і дрібними хребетними. Гніздяться в дуплах дерев, в кладці від 2 до 5 яєць.